# Troarn
Troarn és un municipi francès situat al departament de Calvados i a la regió de Normandia. L'any 2007 tenia 3.712 habitants.

## Demografia

### Població
El 2007 la població de fet de Troarn era de 3.712 persones. Hi havia 1.340 famílies de les quals 300 eren unipersonals (84 homes vivint sols i 216 dones vivint soles), 424 parelles sense fills, 528 parelles amb fills i 88 famílies monoparentals amb fills.
La població ha evolucionat segons el següent gràfic:
Habitants censats

### Habitatges
El 2007 hi havia 1.440 habitatges, 1.374 eren l'habitatge principal de la família, 8 eren segones residències i 58 estaven desocupats. 1.255 eren cases i 175 eren apartaments. Dels 1.374 habitatges principals, 936 estaven ocupats pels seus propietaris, 406 estaven llogats i ocupats pels llogaters i 32 estaven cedits a títol gratuït; 48 tenien una cambra, 76 en tenien dues, 187 en tenien tres, 390 en tenien quatre i 673 en tenien cinc o més. 1.056 habitatges disposaven pel capbaix d'una plaça de pàrquing. A 592 habitatges hi havia un automòbil i a 636 n'hi havia dos o més.

### Piràmide de població
La piràmide de població per edats i sexe el 2009 era:
| Homes | Edats   | Dones |
| ----- | ------- | ----- |
| 0     | 95 o +  | 16    |
| 4     | 90 a 94 | 16    |
| 16    | 85 a 89 | 24    |
| 24    | 80 a 84 | 44    |
| 44    | 75 a 79 | 48    |
| 44    | 70 a 74 | 36    |
| 68    | 65 a 69 | 76    |
| 80    | 60 a 64 | 108   |
| 80    | 55 a 59 | 84    |
| 140   | 50 a 54 | 116   |
| 116   | 45 a 49 | 132   |
| 88    | 40 a 44 | 120   |
| 112   | 35 a 39 | 112   |
| 124   | 30 a 34 | 116   |
| 84    | 25 a 29 | 76    |
| 60    | 20 a 24 | 100   |
| 136   | 15 a 19 | 149   |
| 140   | 10 a 14 | 100   |
| 84    | 5 a 9   | 124   |
| 84    | 0 a 4   | 76    |

## Economia
El 2007 la població en edat de treballar era de 2.271 persones, 1.643 eren actives i 628 eren inactives. De les 1.643 persones actives 1.506 estaven ocupades (789 homes i 717 dones) i 137 estaven aturades (60 homes i 77 dones). De les 628 persones inactives 238 estaven jubilades, 209 estaven estudiant i 181 estaven classificades com a «altres inactius».

### Ingressos
El 2009 a Troarn hi havia 1.345 unitats fiscals que integraven 3.564,5 persones, la mediana anual d'ingressos fiscals per persona era de 18.379 €.

### Activitats econòmiques
Dels 151 establiments que hi havia el 2007, 4 eren d'empreses extractives, 4 d'empreses alimentàries, 2 d'empreses de fabricació de material elèctric, 5 d'empreses de fabricació d'altres productes industrials, 13 d'empreses de construcció, 30 d'empreses de comerç i reparació d'automòbils, 7 d'empreses de transport, 7 d'empreses d'hostatgeria i restauració, 2 d'empreses d'informació i comunicació, 5 d'empreses financeres, 4 d'empreses immobiliàries, 23 d'empreses de serveis, 28 d'entitats de l'administració pública i 17 d'empreses classificades com a «altres activitats de serveis».
Dels 41 establiments de servei als particulars que hi havia el 2009, 1 era una oficina d'administració d'Hisenda pública, 1 gendarmeria, 1 oficina de correu, 2 oficines bancàries, 6 tallers de reparació d'automòbils i de material agrícola, 1 taller d'inspecció tècnica de vehicles, 1 autoescola, 3 paletes, 2 guixaires pintors, 2 fusteries, 2 lampisteries, 4 electricistes, 5 perruqueries, 1 veterinari, 2 restaurants, 3 agències immobiliàries, 2 tintoreries i 2 salons de bellesa.
Dels 14 establiments comercials que hi havia el 2009, 1 era, 1 un hipermercat, 1 una gran superfície de material de bricolatge, 1 una botiga de més de 120 m², 4 fleques, 1 una fleca, 1 una peixateria, 1 una llibreria, 1 una botiga de material de revestiment de parets i terra i 2 floristeries.
L'any 2000 a Troarn hi havia 12 explotacions agrícoles que ocupaven un total de 336 hectàrees.

## Equipaments sanitaris i escolars
Els 2 equipaments sanitaris que hi havia el 2009 eren farmàcies.
El 2009 hi havia 1 escola maternal i 2 escoles elementals. Troarn disposava d'un col·legi d'educació secundària amb 515 alumnes.

## Poblacions més properes
El següent diagrama mostra les poblacions més properes.